# Jerzy Kulej

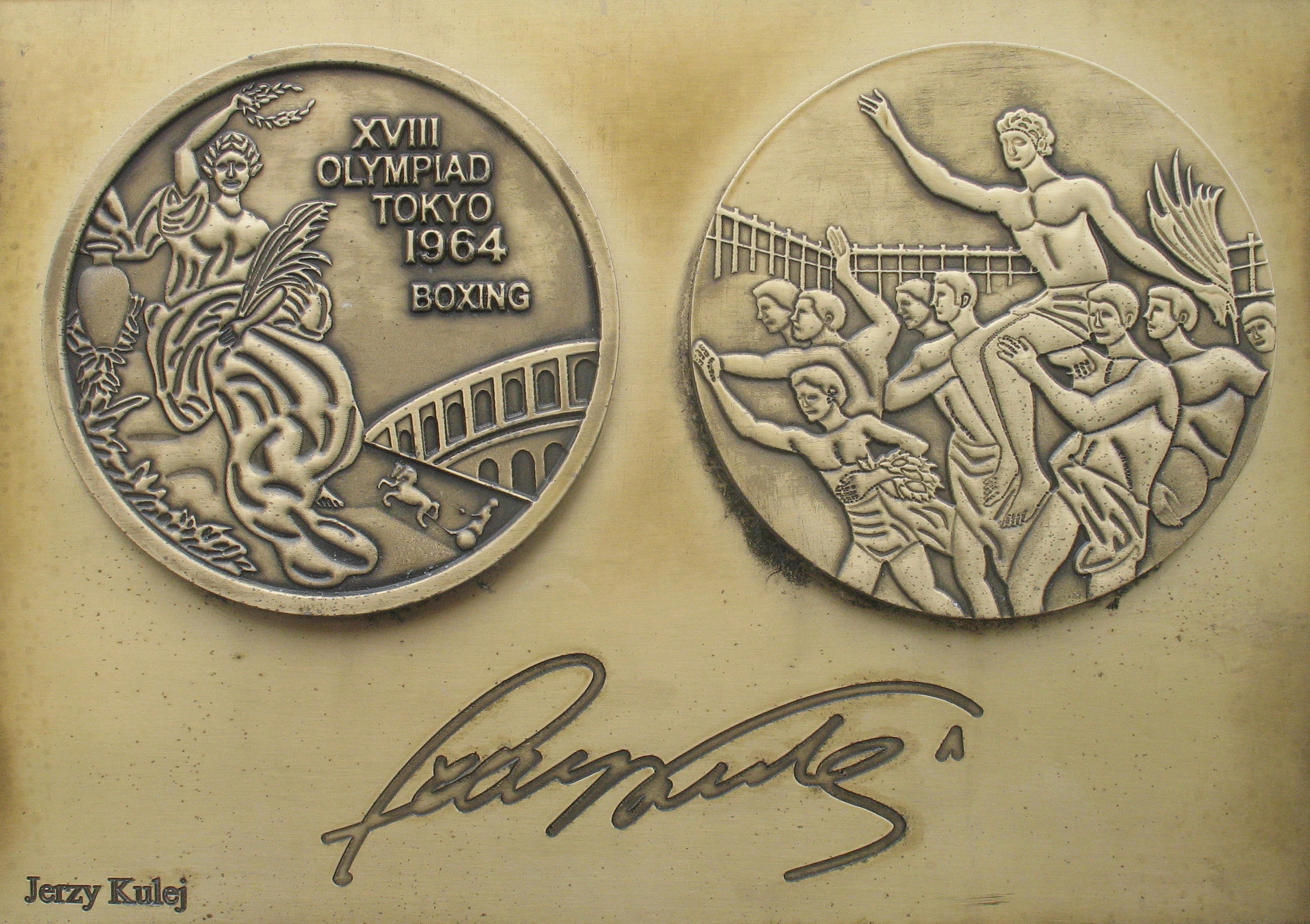
Copie a medaliei lui de J. Kulej cu autograf pe Aleea Sportivilor din Dziwnów

Jerzy Kulej (n. 19 octombrie 1940, Częstochowa, Polonia – d. 13 iulie 2012, Varșovia, Polonia) a fost un boxer și politician polonez.
Kulej s-a născut în Częstochowa, Polonia. La Jocurile Olimpice de vară din 1964, el a câștigat o medalie de aur la categoria ușoară (<63,5 kg), după ce l-a învins pe Evghenii Frolov. În 1968, el și-a apărat titlul într-un meci strâns împotriva boxerului cubanez Enrique Regüeiferos, devenind singurul boxer polonez care a câștigat două medalii olimpice de aur. De asemenea, el a câștigat de două ori medalia de aur la Campionatul European de box la amatori, în 1963 și 1965, și a câștigat o medalie de argint în 1967. El a strâns în total 317 victorii, 6 remize și 25 de înfrângeri.
În 1976, el a jucat în film Przepraszam, czy tu biją?, în regia lui Marek Piwowski. În 1995, a primit Premiul Aleksander Reksza pentru box.
În ultimii ani de viață a devenit politician, reprezentând mai multe partide de-a lungul vremii. În 2001, ca membru al Stângii Democrate, a fost ales pe listele electorale ale circumscripției de la Varșovia ca deputat, devenind membru al Parlamentului Poloniei (Sejm), funcție pe care a ocupat-o până în 2005. El a fost comentator de box pentru postul polonez de televiziune Polsat Sport.
În decembrie 2011, el a suferit un atac de cord masiv. În timp ce se recuperara, el a aflat că suferă de melanom ocular malign, care a dus la decesul său la Varșovia pe 13 iulie 2012, la vârsta de 71 de ani.

## Rezultate olimpice
1964
- Prima rundă – calificat direct
- A doua rundă – l-a învins pe Roberto Amaya din Argentina cu 5-0
- A treia rundă – l-a învins pe Richard McTaggart din Marea Britanie cu 4-1
- Sferturi – l-a învins pe Iosif Mihalic din România cu 4-1
- Semifinale – l-a învins pe Eddie Blay din Ghana cu 5-0
- Finala – l-a învins pe Evghenii Frolov din Uniunea Sovietică cu 5-0

1968
- Prima rundă – calificat direct
- A doua rundă – l-a învins pe János Kajdi din Ungaria cu 3-2
- A treia rundă – l-a învins pe Giambattista Capretti din Italia cu 4-1
- Sferturi – l-a învins pe Peter Tiepold din Germania De Est cu 3-2
- Semifinale – l-a învins pe Arto Nilsson din Finlanda cu 5-0
- Finala – l-a învins pe Enrique Requeiferos din Cuba cu 3-2